# Моравишки окръг
Моравишкият окръг (на сръбски: Моравички округ или Moravički okrug) е териториална единица в централната част на провинция Централна Сърбия. Населението към 2002 г. е 224 772 души. Административен център е град Чачак.

## Административно деление
- Град Чачак
- Община Горни Милановац
- Община Лучани
- Община Иваница